# ナカムラマサ首
ナカムラ マサ首（なかむら まさくび、1976年〈昭和51年〉 - ）は、日本の美術家。RED CUBE GALLERYディレクター。ステンドグラス作品をメインに創作を行う。技法は、ステンドグラス、ドローイング、リトグラフ、シルクスクリーン。

## 経歴
1976年、兵庫県加古川市に生まれる。
神戸芸術工科大学中退、在学中は色鉛筆やアクリルを使った作品制作をする。この時、モリヤコウジに出会う。
10代の強みを生かして、一人で企画書を制作しデパート等に展示をプレゼンテーションするなど勢力的に活動する。
1996年、多摩美術大学入学、フィルムを中心とした映像制作を学び自主映画等を製作している。
当時の講師陣に島尾伸三等がいる。
多摩美術大学卒業後、サイコビリーに傾倒しバンドを始める。バンドを中心とした生活をする。
バンドを辞めた後、偶然に入社したステンドガラス/ガラスデザイン会社azクルーでステンドグラスに出会う。
2015年、azクルー退職後、ステンドグラス製作を開始する。
同年、再会したモリヤコウジのギャラリーにすすめられて展示をしたことがきっかけで美術活動を開始する。
2018年、長野市の信州新町美術館で開催された「シンビズム 信州ミュージアム・ネットワークが選んだ20人の作家たち」に選出される。同選出作家だった画家の魲万里絵と出会う。
2019年より魲万里絵とアーティストユニット「魲ムラマリ首」として活動している。
同年、虚飾集団廻天百眼の公演『闇を蒔く』の舞台美術にステンドグラス制作で参加する。

## 主な出展歴
個展
2015年
- 「紙に鉛筆」展　FLAT FILE SLASH GALLERY/長野県長野市
- 「D15 ナガノオルタナティブプレゼント」　FLAT FILE SLASH GALLERY/長野県長野市
- 【KONTON VOX vol.2】RED CUBE GALLERY/東京都杉並区
- 【KONTON VOX vol.1】RED CUBE GALLERY/東京都杉並区

2016年
- 「異形の声」展　FLAT FILE SLASH GALLERY/長野県長野市
- 「2階の胎内」展　GALLERY BAR tomorrow/東京都
- 「発光・分裂・増殖」展　GALLERY BAR tomorrow/東京都
- 「nagano art file 2016 10×10」展　FLAT FILE SLASH GALLERY/長野県長野市
- 「Blank with LOVE」　Blank アートギャラリー/千曲市

- 「萱アートコンベンション2016」　Blank アートギャラリー/千曲市

2017年
- 「ちいさなアート展2017 NAGANO」　ギャラリー松真館/長野市松代町

- 「萱アートコンベンション2016 受賞者作家展」　gallery Blank/千曲市

- 「ちいさなアート展2017 NewYork」　Studio 34 Gallery/USA、N.Y.

- 「萱アートコンベンション2017」　Blank アートギャラリー/千曲市

- 「たいせつなもの展」　靖山画廊/東京都

2018年
- 「GARDEN MADNESS」　The Vintage Garden　SHADOW GALLERY/愛知県名古屋市
- 「ナカムラマサ首展」　アリコ・ルージュ/長野県長野市

2019年
- 「首茶論」　喫茶サロン ことたりぬ/東京都
- 「endoscopy」　ギャラリー豆蔵/長野県長野市
- 「ishitsu」　阿佐ヶ谷3349/東京都

2020年
- 「KUBICOLLCTION」　GALLERY PAO/東京都

2021年
- 「AKABAKO」 RED CUBE GALLERY/東京都杉並区

2022年
- 「NEO-KUBISM」 RED CUBE GALLERY/東京都杉並区

グループ展、その他作品発表
2018年
- 「シンビズム」 信州ミュージアム・ネットワークが選んだ20人の作家たち　信州新町美術館/長野県長野市
- 「第15回 境内アート小布施×苗市」　玄照寺/長野県小布施町

2021年
- 「魲ムラマリ首園」 FLAT FILE SLASH 倉庫ギャラリー/長野県長野市
- 「まつもと魲ムラマリ首園」　信毎メディアガーデン１Fホール/長野県松本市
- 「MARIKUBIOSU in SHADOW GALLEY」 The Vintage Garden　SHADOW GALLERY/愛知県名古屋市

2023年
- 「RED CUBE GALLERY is OUMI LOBBY ACTIVITY」　大津プリンスホテル コンベンションホール淡海/滋賀県大津市 ※魲万里絵と共同展示
- JUNK LAW＋魲万里絵＋ナカムラマサ首 3人展 CROSS BREEDING 異種交配作品産後展覧会　RED CUBE GALLERY/東京都杉並区